# Augustówka (powiat otwocki)
Augustówka – wieś sołecka w Polsce położona w województwie mazowieckim, w powiecie otwockim, w gminie Osieck. Leży na granicy gmin Kołbiel i Pilawa.
Wierni Kościoła rzymskokatolickiego należą do parafii św. Bartłomieja Apostoła w Osiecku.
Wieś jest położona na trasie regionalnej Kolei Mazowieckich Otwock – Pilawa. Pociągi zatrzymują się na przystanku Augustówka. Według danych z marca 2006 pociąg jeździ tu co godzinę, a podróż do Warszawy Śródmieście trwa średnio 1 godzinę i 22 minuty.
Wieś notowana w 1889 roku. We wsi znajdują się drewniane domy, 2 krzyże drewniane z lat 1952 i 1957 oraz kapliczki drewniane słupowe przy drodze do Jaźwin. W przysiółku Ocznia głaz upamiętniający żołnierzy BCh poległych tu 15 czerwca 1944 roku w potyczce z Niemcami, kiedy to zostali zaskoczeni przez niemiecką żandarmerię po przeprowadzeniu tego dnia kilku akcji w okolicy zakończonych sukcesem. W potyczce zginęło 3 partyzantów, a strona niemiecka straciła 8 zabitych żandarmów, kilkunastu rannych i ckm. Partyzantom udało się wycofać.
W latach 1975–1998 miejscowość administracyjnie należała do województwa siedleckiego.